# Fetish
Fetish – czwarty album studyjny polskiej grupy muzycznej Artrosis. Wydany został w 2001 roku nakładem wytwórni muzycznej Metal Mind Records w wersji polsko i angielskojęzycznej w formatach CD i DG CD. 
Jest to pierwszy album, na którym grupa odeszła od brzmienia gothic metalowego na rzecz industrialu i muzyki elektronicznej, gitara pełni tu rolę drugoplanową, zdominowana przez śpiew oraz dźwięki elektroniczne. Album zrealizowano w składzie Magdalena "Medeah" Stupkiewicz (śpiew, słowa i muzyka), Maciej Niedzielski (instrumenty klawiszowe), Rafał "Grunthell" Grunt (gitara) oraz Marcin Pendowski (gitara basowa). Layout i grafiki do fotografii Elizy LL wykonał Jarosław "K'haal" Kubicki (w tym zdjęcia).

## Lista utworów
1. "Fetish" - 05:10
2. "Druga twarz" - 05:08
3. "Zniewolona myśl" - 06:49
4. "Prawda" - 04:17
5. "Samuel" - 06:32
6. "Zatruta" - 04:12
7. "Zanim wstanie świt" - 05:13
8. "Cosmos" - 02:05
9. "Ostatni raz" - 03:24
10. "Mur" (cover Pornografii) - 04:15 (utwór dodatkowy)
11. "Suita" - 02:21 (utwór dodatkowy)
12. "010101110101" - 03:22 (utwór dodatkowy)
13. Prezentacja multimedialna + teledysk do utworu "Prawda"

| Wersja angielskojęzyczna |
| --- |
| 1. "Fetish" - 05:10 2. "The Second Face" - 05:08 3. "Under Constraint" - 06:49 4. "Black Truth" - 04:17 5. "Samuel" - 06:32 6. "The Poisoned" - 04:12 7. "Homini Noctis" - 05:13 8. "Cosmos" - 02:05 9. "Ostatni Raz" - 03:24 10. "A Wall" (cover Pornografii) - 04:15 (utwór dodatkowy) 11. "Suita" - 02:21 (utwór dodatkowy) 12. "0100101110" - 03:22 (utwór dodatkowy) |

## Twórcy
Źródło.
- Magdalena "Medeah" Stupkiewicz-Dobosz – śpiew, słowa
- Maciej Niedzielski – instrumenty klawiszowe, programowanie perkusji, produkcja muzyczna, muzyka
- Rafał "Grunthell" Grunt – gitara elektryczna
- Marcin Pendowski – gitara basowa
- Piotr Bańka – realizacja dźwięku, produkcja muzyczna
- Jarosław Kubicki – okładka, oprawa graficzna